# Todd Pearson
Pour les articles homonymes, voir Pearson.
Todd Pearson, né le 11 novembre 1977 à Geraldton, est un nageur australien spécialiste des épreuves en nage libre. L'ensemble de son palmarès international est constitué par des performances en relais. Il est ainsi champion olympique et multiple champion du monde.

## Biographie
Il commence la natation sur les conseils d'un médecin pour soigner un asthme. En 1999, le nageur australien est sélectionné pour un premier événement international, les championnats du monde en petit bassin. Pearson y décroche le titre mondial sur le relais 4 × 100 m nage libre.
En mai 2000, Todd Pearson parvient à obtenir sa qualification pour les prochains olympiques lors des championnats d'Australie servant de sélections nationales. Sixième lors des finales des 100 et 200 m nage libre, il parvient en effet à obtenir sa place dans les relais 4 × 100 et 4 × 200 m nage libre australiens.
Lors des jeux Olympiques de 2000 organisés à Sydney, le nageur participe aux séries du relais 4 × 100 m nage libre. Mais non aligné lors de la finale, c'est depuis les tribunes qu'il assiste à la victoire du quatuor australien sur les Américains, une première dans l'histoire olympique. En revanche, Pearson participe à la finale du relais 4 × 200 m nage libre. Aux côtés de Ian Thorpe, de Michael Klim et de Bill Kirby, il bat le record du monde et remporte le titre olympique. L'Australie confirme cette victoire l'année suivante en remportant le titre mondial lors des championnats du monde de Fukuoka. Après le titre olympique, Todd Pearson devient donc champion du monde en grand bassin. En 2002, le nageur remporte trois titres majeurs en relais aux championnats du monde en petit bassin, aux championnats pan-pacifiques puis aux jeux du Commonwealth.
En 2004, Todd Pearson ne participe à aucune finale olympique à Athènes mais nage lors des séries du relais 4 × 200 m nage libre. À ce titre, il est officiellement médaillé d'argent sur cette épreuve. L'Australien met un terme à sa carrière à l'issue de cette seconde participation olympique

## Palmarès

### Jeux olympiques
- Jeux olympiques de 2000 à Sydney (Australie) :
  -  Médaille d'or au titre du relais 4 × 200 m nage libre (7 min 07 s 05, record du monde).

### Championnats du monde
- Championnats du monde en petit bassin 1999 à Hong Kong (Chine) :
  -  Médaille d'or au titre du relais 4 × 100 m nage libre (3 min 11 s 21).

- Championnats du monde 2001 à Fukuoka (Japon) :
  -  Médaille d'or au titre du relais 4 × 100 m nage libre (3 min 14 s 10).

- Championnats du monde en petit bassin 2002 à Moscou (Russie) :
  -  Médaille d'or au titre du relais 4 × 200 m nage libre (7 min 00 s 36).

### Championnats pan-pacifiques
- Championnats pan-pacifiques 2002 à Yokohama (Japon) : 
  -  Médaille d'or au titre du relais 4 × 100 m nage libre (3 min 15 s 15).